# IC 2732
IC 2732 је елиптична галаксија у сазвјежђу Лав која се налази на листи објеката дубоког неба у Индекс каталогу.
Деклинација објекта је + 12° 24' 14" а ректасцензија 11h 20m 12,4s. Привидна величина (магнитуда) објекта IC 2732 износи 15,5 а фотографска магнитуда 16,5.